# Maria Cecilia Muñoz

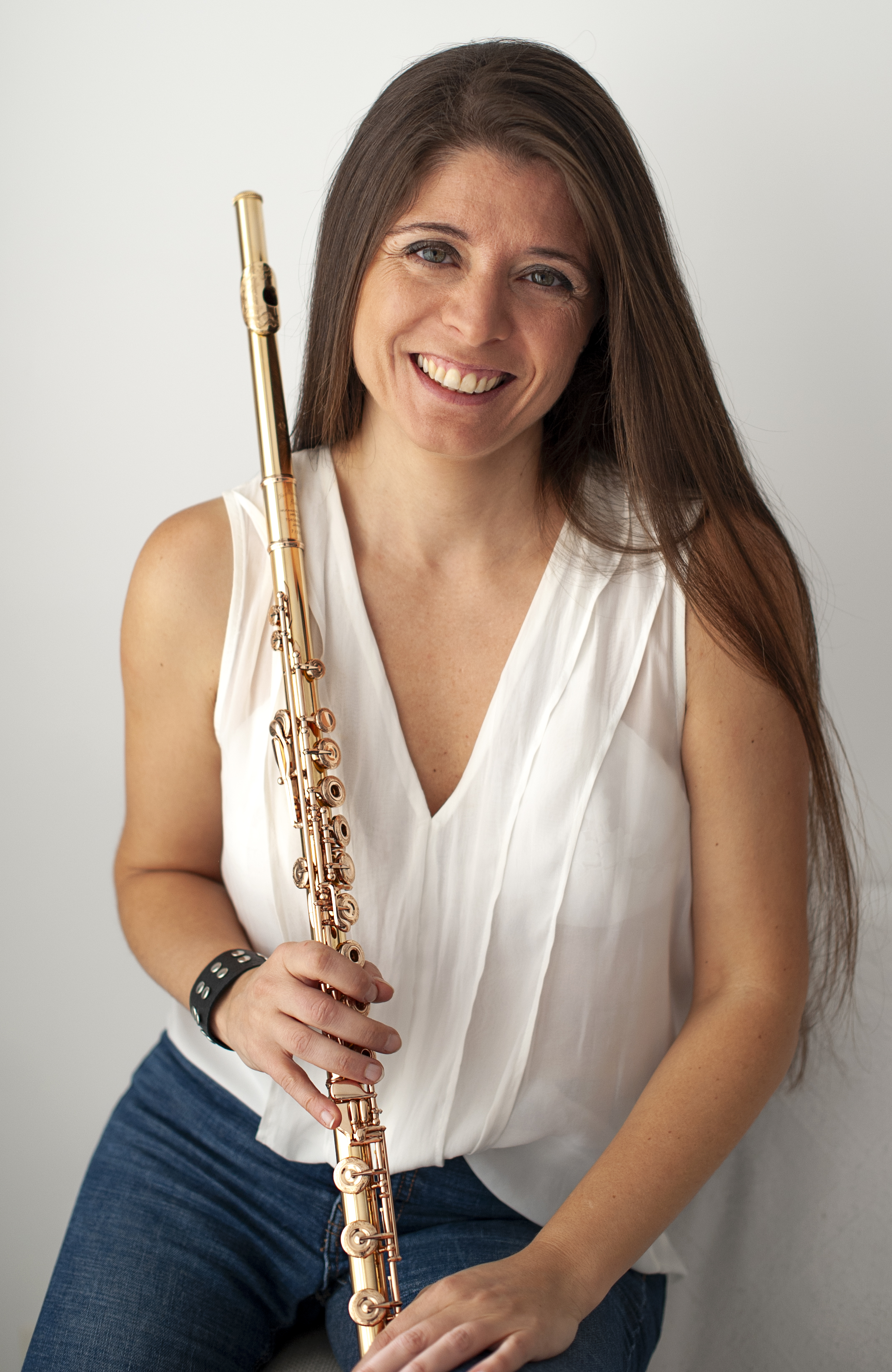
Maria Cecilia Muñoz

Maria Cecilia Muñoz (* 29. September 1982 in Buenos Aires) ist eine argentinische Querflötistin.

## Leben und Wirken
Maria Cecilia Muñoz begann im Alter von neun Jahren Querflöte zu spielen. Sie besuchte das Konservatorium Julián Aguirre in Buenos Aires (Flötenklasse von Adriana Rodriguez) und schloss ihr Studium mit dem Lehrdiplom ab.
Von 2001 bis 2007 setzte sie ihre Ausbildung in Basel in der Flötenklasse von Felix Renggli fort. 2005 erhielt sie ihr musikpädagogisches Diplom sowie ihr Konzertdiplom. 2007 schloss sie ihr Studium bei Felix Renggli mit dem Solistendiplom mit Auszeichnung ab.
Zudem besuchte sie weiterführende Meisterkurse bei Aurèle Nicolet, Lars Nilsson und Peter Lukas Graf.
Ab 2004 war Maria Cecilia Muñoz als Orchestermusikerin tätig. Sie spielte unter Dirigenten wie Pierre Boulez, Peter Eötvös, Heinz Holliger und Charles Dutoit und war Soloflötistin im Sinfonieorchester Jura, im Kammerorchester Camerata Bern sowie Stellvertretende Soloflötistin im Argentinischen National Sinfonieorchester.
Des Weiteren hatte sie mehrjährige Engagements beim Kammerorchester Lausanne, beim Kammerorchester Basel und beim Lucerne Festival Academy Orchester.
Als Solistin mit einem Repertoire, das von Barockmusik bis zu zeitgenössischen Kompositionen reicht, tritt sie weltweit mit Orchestern auf. Dazu zählen die Festival Strings Lucerne, das Sinfonieorchester Basel, das Kammerorchester Basel, die Düsseldorfer Symphoniker, die Deutsche Kammerakademie Neuss am Rhein, das Mendelssohn Kammerorchester Leipzig und die Nürnberger Symphoniker.
In Argentinien hatte sie Soloauftritte mit dem Opernorchester des Teatro Colon in Buenos Aires, den Sinfonieorchestern von Córdoba, Salta, San Juan und dem Nationalen Rundfunkorchester.
Sie ist auch Kammermusikerin und war u. a. im Konzerthaus Berlin, beim Steirischen Kammermusik Festival, beim Crusell Festival in Finnland und im Teatro Colon zu hören.
Ein weiterer Schwerpunkt von Maria Cecilia Muñoz‘ musikalischem Wirken ist die zeitgenössische Musik. Sie spielte im „Ensemble Laboratorium für neue Musik“, mit dem sie bei Festivals und Uraufführungen auftrat, u. a. in der Berliner Philharmonie, am Reina Sofia Auditorium in Madrid, am Festival „Tage für Neue Musik“ in der Tonhalle Zürich und beim Davos Festival.
Maria Cecilia Muñoz hat zwei Kinder und lebt in Buenos Aires.

## Internationale Wettbewerbe
- 2007: Erster Preis beim „Crusell International Flute Competition“ in Finnland[2]
- 2007: Erster Preis beim „International Jeunesse Musicales Competion“ in Belgrad[2]
- 2008: Zweiter Preis beim „Internationaler Aeolus Wettbewerb“ in Deutschland, im Fach Flöte erster Preis[2]
- 2010: Dritter Preis beim „The Carl Nielsen International Flute Competition“ in Odense
- 2010: First Grand Prize beim „The Beijing Nicolet International Flute Competition“ in China.[3]

## Weitere Auszeichnungen
- 2002: Erster Preis im „Concours national d’execution musicale pour la jeunesse“ in Riddes, Schweiz
- 2004: Studienpreis der Stiftung Mozarteum in Buenos Aires
- 2005 und 2006: Studienpreis des Migros-Genossenschafts-Bundes
- 2006: Preis der Basler Orchester-Gesellschaft[4]
- 2006 und 2007: Studienpreis des Schweizerischen Tonkünstlervereins und der Kiefer-Hablitzel-Stiftung[5]
- 2007: Preis der Marianne und Curt Dienemann-Stiftung

## Diskographie
- 2024: „Libertad“ mit der Pianistin Tiffany Butt (ARS Produktion)
- 2014: „Konzerte“ mit der Harfenistin Sarah O’Brien und dem Kammerorchester Basel (ARS Produktion)
- 2013: „Couleur“ mit der Pianistin Tiffany Butt (ARS Produktion)